# NGC 6249
NGC 6249 is een open sterrenhoop in het sterrenbeeld Schorpioen. Het hemelobject werd op 31 juli 1826 ontdekt door de Schotse astronoom James Dunlop.

## Synoniemen
- OCL 994
- ESO 277-SC19